# Watsonalla liliputaria
Watsonalla liliputaria är en fjärilsart som beskrevs av Embrik Strand 1911. Watsonalla liliputaria ingår i släktet Watsonalla och familjen sikelvingar. Inga underarter finns listade i Catalogue of Life.